# 90 nm 공정
90 nm(나노미터) 공정은 회로선 폭이 90 nm인 반도체를 다루는 공정 기술 수준이다. 인텔, AMD, 인피니온 테크놀로지스, 텍사스 인스트루먼트, IBM, TSMC와 같은 대부분의 주요 반도체 기업이 2002년에서 2003년경 도달한 CMOS 공정 기술의 수준이다.

## 예제: 엘피다 90 nm DDR2 SDRAM 공정[1]
- 300 mm 웨이퍼 크기를 사용한다.
- 광학 근접 보정을 채용한 KrF (248 nm) 리소그래피를 사용한다.
- 512 메가비트
- 1.8 V 전압
- 110 nm 이전의 유도체와 100 nm 공정

## 90 나노미터 제조 공정을 적용한 프로세서
- 2004년 IBM PowerPC G5 970FX
- 2005년 IBM PowerPC G5 970MP
- 2005년 IBM PowerPC G5 970GX
- 2005년 IBM 엑스박스 360 프로세서 Waternoose
- 2005년 IBM, 소니, 도시바 셀 프로세서
- 2004년 2월 인텔 펜티엄 4 프레스캇
- 2004년 5월 인텔 셀러론 D 프레스캇-256
- 2004년 5월 인텔 펜티엄 M 도선
- 2004년 8월 인텔 셀러론 M 도선-1024
- 2004년 6월 인텔 제온 노코나, 어윈데일, 크랜포드, 포토맥, 팍스빌
- 2005년 5월 인텔 펜티엄 D 스미스필드
- 2004년 10월 AMD 애슬론 64 윈체스터, 베니스, 샌 디에고, 올리언스
- 2005년 5월 AMD 애슬론 64 X2 맨체스터, 톨레도, 윈저
- 2004년 8월 AMD 셈프론 팔레르모, 마닐라
- 2005년 3월 AMD 튜리온 64 랭커스터, 리치몬드
- 2006년 5월 AMD 튜리온 64 X2 테일러, 트리니다드
- 2005년 8월 AMD 옵테론 비너스, 트로이, 아테네
- AMD 듀얼 코어 옵테론 덴마크, 이탈리아, 이집트, 산타 아나, 산타 로사.
- 2005년 5월 비아 C7
- 2007년 4월 Loongson (Godson) 2Е STLS2E02
- 2008년 7월 Loongson (Godson) 2F STLS2F02
- 2010년 12월 MCST-4R